# Formule 3000 v roce 2002
Formule 3000 v roce 2002 byla osmnáctým ročníkem disciplíny Formule 3000. Uskutečnilo se 12 Velkých cen této formule a mistrem světa se stal francouzský jezdec Sébastien Bourdais s vozem Lola B2/50.

## Pravidla
Boduje prvních 6 jezdců podle klíče:
- První - 9 bodů
- Druhý - 6 bodů
- Třetí - 4 body
- Čtvrtý - 3 body
- Pátý - 2 body
- Šestý - 1 bod

## Velké ceny
| Datum        | Závod                     | Vítěz              | Vůz        | Výsledky |
| ------------ | ------------------------- | ------------------ | ---------- | -------- |
| 30. březen   | Interlagos                | Rodrigo Sperafico  | Lola B2/50 | Výsledky |
| 13. duben    | Imola                     | Sébastien Bourdais | Lola B2/50 | Výsledky |
| 27. duben    | Barcelona                 | Giorgio Pantano    | Lola B2/50 | Výsledky |
| 11. květen   | A1-Ring                   | Tomáš Enge         | Lola B2/50 | Výsledky |
| 25. květen   | Monte Carlo               | Sébastien Bourdais | Lola B2/50 | Výsledky |
| 22. červen   | Nürburgring               | Sébastien Bourdais | Lola B2/50 | Výsledky |
| 6. červenec  | BRDC International Trophy | Tomáš Enge         | Lola B2/50 | Výsledky |
| 20. červenec | Magny Cours               | Tomáš Enge         | Lola B2/50 | Výsledky |
| 27. červenec | Hockenheim                | Giorgio Pantano    | Lola B2/50 | Výsledky |
| 21. srpen    | Hungaroring               | Tomáš Enge         | Lola B2/50 | Výsledky |
| 31. srpen    | Spa                       | Giorgio Pantano    | Lola B2/50 | Výsledky |
| 14. září     | Monza                     | Björn Wirdheim     | Lola B2/50 | Výsledky |